# Margaret Kelly
Margaret Kelly (anglès: Margaret Mary «Maggie» Kelly(-Hohmann))  (Liverpool, 22 de setembre de 1956), coneguda també amb el cognom de casada Hohmann, és una nedadora anglesa ja retirada, especialista en braça, que va competir durant les dècades de 1970 i 1980.
El 1976 va prendre part en els Jocs Olímpics d'Estiu de Mont-real on va disputar tres proves del programa de natació. Fou sisena en els 4x100 metres estils, mentre en els 100 i 200 metres braça fou setena. Quatre anys més tard, als Jocs de Moscou, tornà a disputar tres proves del programa de natació. Fent equip amb Helen Jameson, Ann Osgerby i June Croft guanyà la medalla de plata en els 4x100 metres estils, mentre en els 100 metres braça fou quarta i en els 200 metres braça quedà eliminada en sèries. La seva tercera i darrera participació en uns Jocs va tenir lloc el 1988, a Seül, on quedà eliminada en sèries en la cursa dels 100 metres braça.
Va representar Anglaterra en les proves d'esquena i relleu en estils als Jocs de la Commonwealth de 1974 disputats a Christchurch, Nova Zelanda. Quatre anys més tard va tornar a representar Anglaterra i va guanyar una medalla de plata i dues de bronze als Jocs del Commonwealth de 1978, a Edmonton, Canadà. El 1990 va disputar els seus tercers Jocs de la Commonwealth a Auckland, Nova Zelanda.
En el seu palmarès també destaca una medalla de bronze en els 100 metres braça del Campionat del Món de natació de 1978 i el Campionat Nacional de l'ASA dels 100 metres braça (1976, 1977, 1978 1980) i 200 metres braça (1977, 1978, 1980). El 1973 va guanyar el títol de 100 metres esquena.